# Albánská literatura

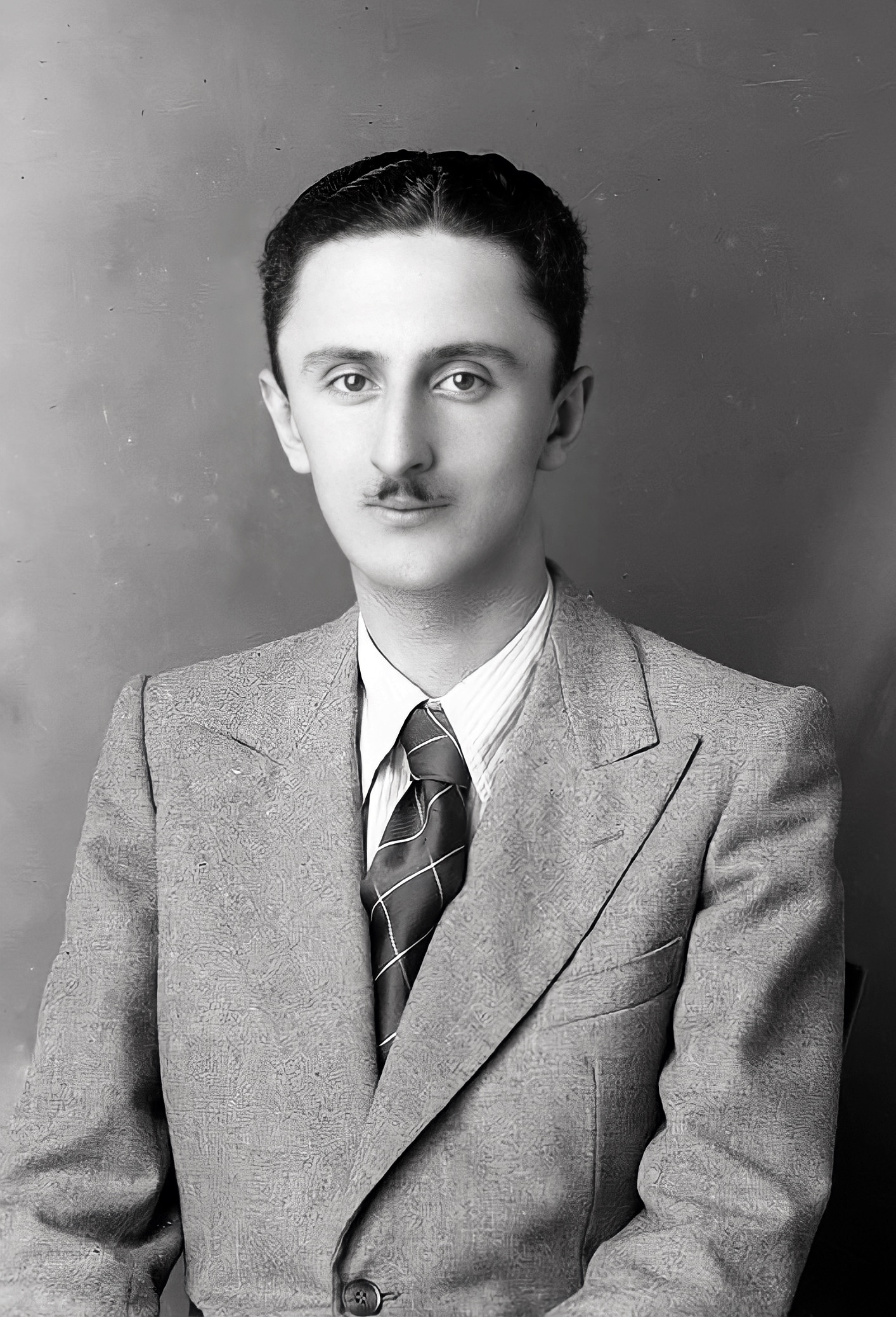
Významný, avšak až po smrti doceněný albánský meziválečný básník a prozaik Migjeni, vlastním jménem Millosh Gjergj Nikolla

Albánská literatura je soubor literárních děl, která byla složena či napsána Albánci nebo v albánštině. K albánské literatuře lze proto zařadit také velkou část kosovské literatury, v níž měli hlavní slovo kosovští Albánci, a literaturu albánské diaspory, především ve Spojených státech a Itálii. Podobně jako jiné literatury vyrůstá také albánská tvorba z ústní lidové slovesnosti, vzhledem k pomalému šíření gramotnosti však došlo k přechodu k psané literatuře poměrně později a ještě i ve 21. století se pohybovali v odlehlejších částech země rapsódové schopní přednášet lidové příběhy. Ve středu pozornosti stála ve středověku hrdinská epika, především krešnický cyklus o dobrodružstvích bratrů Muliho a Haliliho. Písně, které ho tvoří, pocházejí pravděpodobně ze 7. století, největšího rozkvětu dosáhly v 11. a 12. století a mají blízko k cyklům sousedních národů (srbské guslarské písně, řecký akritovský cyklus). Na epické zpěvy navázaly v 15. století mezi Arbereši historické písně popisující činy existujících osobností, především národního hrdiny Skanderbega, jenž vedl albánskou obranu proti dobyvatelským snahám Osmanské říše. V muslimských částech Albánie se začaly historické písně rozvíjet později, teprve od konce 18. století, a pojednávaly o střetech mezi sultánem a místními mocnými paši. Folklorní lyrika jako milenecké, svatební a jiné písně byla pěstována na celém území.
Válečné události 15. století vyhnaly ze země „albánské humanisty“, vzdělané latinsky píšící intelektuály, kteří se uplatnili v jiných zemích – patří k nim například historik Marin Barleti (1450–1512) nebo profesor rétoriky Marin Becikemi (1468–1572). Vzhledem k tomu, že Osmanská říše tvorbu v albánštině potlačovala, pocházejí první albánsky psaná díla také z okruhu katolické emigrace – prvním z nich byl Misál (Meshari, 1555), jejž vydal kněz Gjon Buzuku. K dalším tvůrcům pak patřili Pjetër Budi (1566–1622), lexikograf a badatel Frang Bardhi (1606–1643) či kosovskoalbánský rodák Pjetër Bogdani (asi 1630–1689). Arberešské etnikum, jež z Albánie odešlo do Itálie, reprezentuje básník a kněz Jul Variboba (1724–1788). V Albánii pod vládou osmanských Turků až v 18. století začala nabývat tvar literatura psaná muslimy v gegské i toskické variantě albánštiny a zapisovaná arabským písmem. V čele stála poezie nazývaná bejtexhi, zpočátku téměř výhradně světská (lyrická, satirická, erotická); jako příklad lze uvést Nezima Frakullu (1680–1760). Na přelomu 18. a 19. století, kdy tvořil kupříkladu Hasan Zyko Kamberi (1760–1820), se tvorba začala orientovat více nábožensky. Výjimku tvoří Muhamet Kyçyku (1784–1844), klasik známý především svou poemou Erveheja o ženě obviněné neprávem z nevěry.
Ve 2. polovině 19. století proběhlo albánské národní obrození, a to, vzhledem k politické situaci, opět zejména díky emigrantům, kteří do albánské literární tvorby vnesli národně orientovaný romantismus. Průkopníky byli folklorista a tvůrce historických eposů Girolamo de Rada (1814–1903), básník a učenec Giuseppe Shiro (1865–1927). V Osmanské říši ke zrození moderní albánské kultury přispěl svými převážně vlasteneckými a didaktickými texty Naim Frashëri (1846–1900), „apoštol albánství“, který kromě albánštiny užíval k psaní také turečtinu, řečtinu a perštinu. Po vyhlášení albánské nezávislosti v roce 1912 se mohlo písemnictví dál rozvíjet. K důležitým jménům mezi oběma světovými válkami patří vlastenečtí tvůrcové jako kněz Gjergj Fishta (1871–1940) či poslanec Ndre Mjeda (1866–1937). K představitelům realistického a sociálněkritického psaní patří básník a povídkář Millosh Gjergj Nikolla (1911–1938), jenž psal pod pseudonymem Migjeni a pro svou kritiku neutěšené situace chudých byl cenzurou zakazován; realistou byl též Haki Stërmilli (1895–1953).
Po druhé světové válce se albánská literatura musela podřídit komunistickému a autoritářskému režimu Envera Hodži. Prorežimní literatura si za vzor brala sovětskou tvorbu a socialistický realismus, témata byla budovatelská a kritická vůči poměrům v minulosti. Mezi vládou uznávané a vlivné tvůrce patřil prozaik Fatmir Gjata (1922–1989), dramatik Kolë Jakova (1916–2002) nebo básník Aleks Çaçi (1916–1989). Po roztržce se SSSR na počátku 60. let 20. století se poměry uvolnily a do kultury vstoupily mladé a méně strnulé hlasy. Cestu razil Petro Marko (1913–1989), slavným, a to i mimo hranice Albánie, se však stal obzvláště básník, prozaik a esejista Ismail Kadare (1936–2024), jenž výrazně uspěl již svým prvním románem Generál mrtvé armády (1963), když zaujal barvitým stylem, magickými prvky a odporem vůči totalitní moci. Dalšími autory druhé poloviny 20. století jsou novinář a spisovatel Dritëro Agolli (1931–2017), kritik poměrů Dhimitër Xhuvani (1934–2009) či básnířka Natasha Lako (*1948), jedna z mála ženských autorek, které v Albánii prosadily. Ani po demokratizaci poměrů v roce 1991 téma nesvobody a útlaku z albánské literatury nezmizelo, velkou pozornost Hodžovu režimu věnovali spisovatelé jako Neshat Tozaj (1943–2008) či Bashkim Shehu (*1955).